# Abáigar
Abáigar település Spanyolországban, Navarra autonóm közösségben. Abáigar Igúzquiza, Murieta, Oco, Olejua és Villamayor de Monjardín községekkel határos. Lakosainak száma 86 fő (2024).

## Népesség
A település népessége az elmúlt években az alábbi módon változott:
| Lakosok száma | 97   | 97   | 101  | 102  | 101  | 98   | 88   | 83   | 80   | 86   |
|               | 2001 | 2004 | 2007 | 2009 | 2012 | 2014 | 2017 | 2019 | 2022 | 2024 |